# Dora Maar
Henriette Theodora Markovitch  (22 tháng 11 năm 1907 – 16 tháng 7 năm 1997), được biết rộng rãi hơn với nghệ danh Dora Maar, là một nhiếp ảnh gia, họa sĩ và nhà thơ người Pháp, được biết đến vì bà là người tình của Pablo Picasso.

## Cuộc đời
Dora Maar được sinh ra ở Tours, Pháp. Cha của bà, Josip Marković là một người làm từ thiện ở Nam Mỹ. Mẹ của bà, Julie Voisin, xuất thân từ một gia đình Thiên chúa giáo ở Pháp. Dora lớn lên ở Argentina.
Trước khi gặp Picasso, bà rất nổi tiếng về ngành nhiếp ảnh và vẽ.